# Grande Genova

El territorio del municipio de Génova en la ciudad metropolitana de Génova.

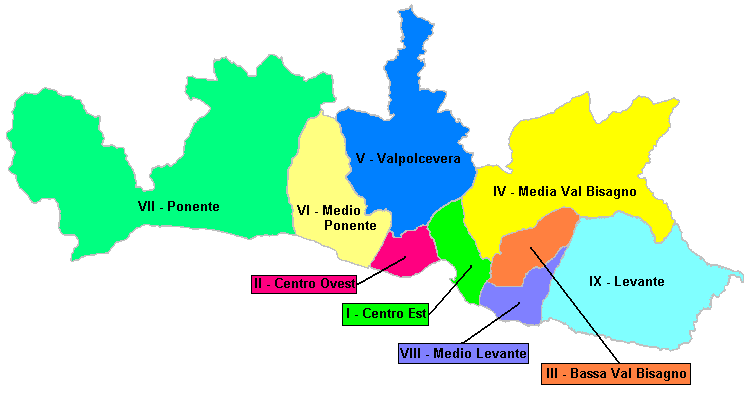
Subdivisión administrativa del municipio.

El concepto de Grande Genova (en español: Gran Génova), es decir, la Génova que se extiende más de 35 kilómetros a lo largo de la costa desde los acantilados de Nervi hasta los litorales rocosos de Voltri, y en el interior por los valles del Polcevera y del Bisagno, data de 1926, cuando diecinueve municipios del Genovesado hasta entonces autónomos fueron agregados al municipio de Génova, añadiéndose a los seis municipios del bajo Val Bisagno englobados en 1874.
En comparación a las áreas urbanas de las otras grandes ciudades italianas, la de Génova se distingue por el hecho de no tener verdaderos barrios periféricos, sino más bien una serie de localidades con un fuerte sentido de pertenencia, una consolidada estructura económica y social y un centro histórico propio, que no son percibidas como «periferia». Como testimonio de la fuerte identidad de muchos barrios, en particular en la zona occidental y en el Val Polcevera, todavía está difundido entre los habitantes decir «voy a Génova» en lugar de «voy al centro». Por tanto, se puede definir Génova como una ciudad policéntrica, en la cual el papel de periferia, entendido como zona degradada, además de a los pocos barrios populares construidos en los años setenta en las colinas, a partir de la Segunda Guerra Mundial se atribuye paradójicamente al antiguo centro histórico, abandonado por sus habitantes originales y destinado a una progresiva decadencia, pese a la presencia de señales de recuperación en los últimos años.
La aglomeración urbana constituida por los suburbios industriales se fusionó con el tiempo con el centro de la ciudad, al cual estaba conectado por frecuentes líneas de autobús pero también por la línea de ferrocarril costera y en parte por el metro, que une la estación de trenes de Génova Brignole con el barrio de Rivarolo.

## Evolución histórica
La agregación de los municipios limítrofes al municipio de Génova llevada a cabo en 1926 por el régimen fascista es la continuación de un proceso iniciado muchos años antes. Hasta 1874 el territorio del municipio de Génova coincidía con el área urbana incluida dentro de la cinta de murallas del siglo XVII, las llamadas Mura Nuove, subdividida en seis barrios, llamados sestieri:
- Maddalena
- Molo
- Portoria
- Prè
- San Teodoro
- San Vincenzo

Tras el rápido aumento de la población producido en los años veinte del siglo XIX y saturados todos los espacios en el interior de la ciudad medieval, se elaboró un primer plano de expansión urbanística, todavía dentro de los límites históricos del municipio, que afectó a las zonas todavía sin urbanizar incluidas entre la cinta de murallas más antigua y las Mura Nuove del siglo XVII: en torno a la mitad del siglo XIX la ciudad se expandió por las colinas situadas a espaldas de la ciudad con los asentamientos residenciales de Castelletto, destinados a las élites burguesas, y los populares de Oregina y Lagaccio.

### Las agregaciones de 1874
Da esta operación de reorganización urbanística surgió la necesidad de ampliar los límites de la ciudad para hacer espacio a nuevas infraestructuras y zonas residenciales destinadas a la clase media. La atención de la administración genovesa se dirigió hacia los municipios limítrofes del bajo Val Bisagno, donde ya existían infraestructuras al servicio de la ciudad, la más importante de todas «el magnífico camposanto, maravilla de nacionales y extranjeros», como escribió el alcalde de Génova Andrea Podestà en la relación con la cual el 4 de marzo de 1873 sometió a la junta el plano de ampliación territorial más allá de los antiguos sestieri.
La propuesta aprobada por el ayuntamiento, a pesar de la oposición de los municipios afectados, fue bien recibida por el rey Víctor Manuel II, quien el 26 de octubre de 1873 con el Real Decreto nº 1638 estableció con efecto a partir del 1 de enero de 1874 la anexión a Génova de seis municipios: Foce, Marassi, San Francesco di Albaro, San Fruttuoso, San Martino di Albaro y Staglieno.

### Las anexiones de 1926
La constitución de la Grande Genova se realizó en 1926, siendo una de las ampliaciones territoriales más grandes realizadas en Italia en esa época. En esos mismos años el régimen fascista había procedido a análogas operaciones de anexión a las grandes ciudades de algunos municipios limítrofes (entre estos se señalan entre otros los casos de Milán, Nápoles, Venecia y Regio de Calabria), pero el caso de Génova se distingue por la entidad del incremento territorial y demográfico, que implicaba, junto a pequeños municipios, verdaderas ciudades con una fuerte identidad como Sampierdarena y Sestri Ponente, que vivieron la anexión a la ciudad vecina como una verdadera degradación.
Con el R.D.L. nº 74 del 14 de enero de 1926 se incorporaron a la capital diecinueve municipios del Genovesado hasta entonces autónomos. La nueva entidad administrativa entró en funcionamiento a partir del 1 de julio de 1926, elevando la población del municipio de Génova de 335 000 a 580 000 habitantes. Los municipios anexionados en 1926 eran:
En el este:
- Apparizione
- Nervi
- Quarto dei Mille
- Quinto al Mare
- Sant'Ilario Ligure

En el Val Bisagno:
- Bavari
- Molassana
- Struppa

En el Val Polcevera:
- Bolzaneto
- Borzoli
- Pontedecimo
- Rivarolo Ligure
- San Quirico in Val Polcevera

En el oeste:
- Cornigliano Ligure
- Pegli (había anexionado en 1875 Multedo)
- Pra'
- Sampierdarena
- Sestri Ponente (había anexionado en 1923 San Giovanni Battista)
- Voltri

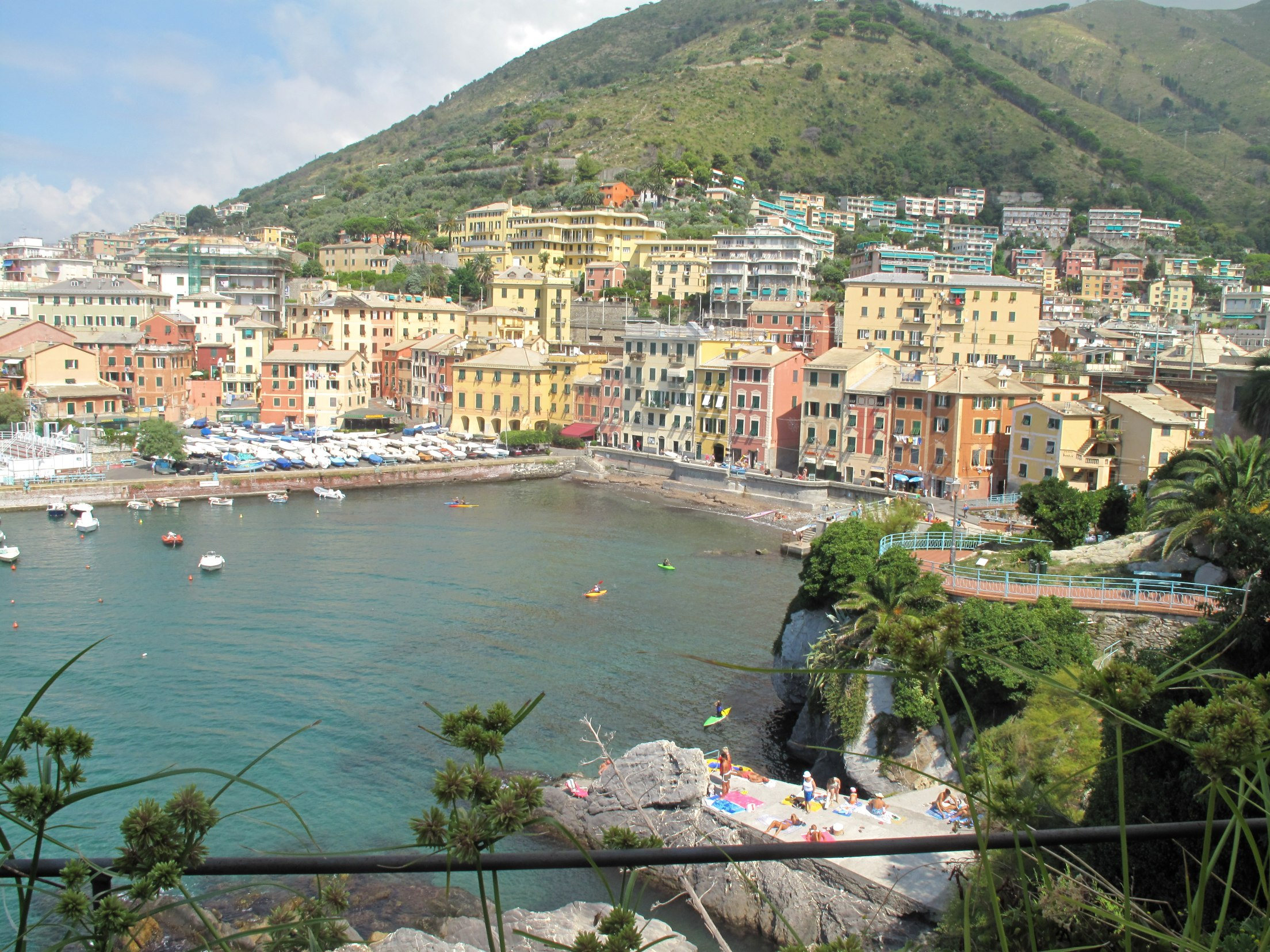
Nervi.
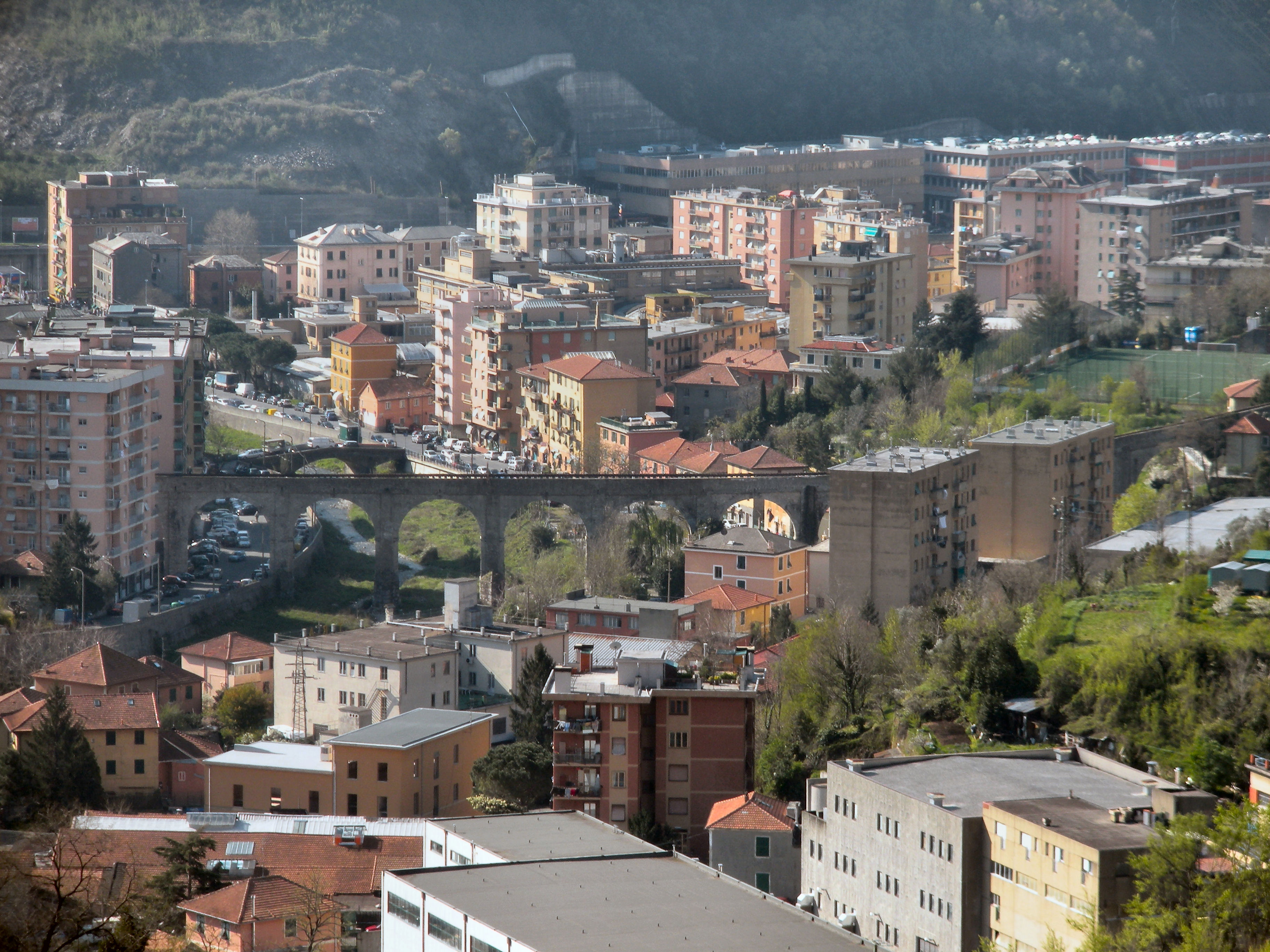
Molassana.
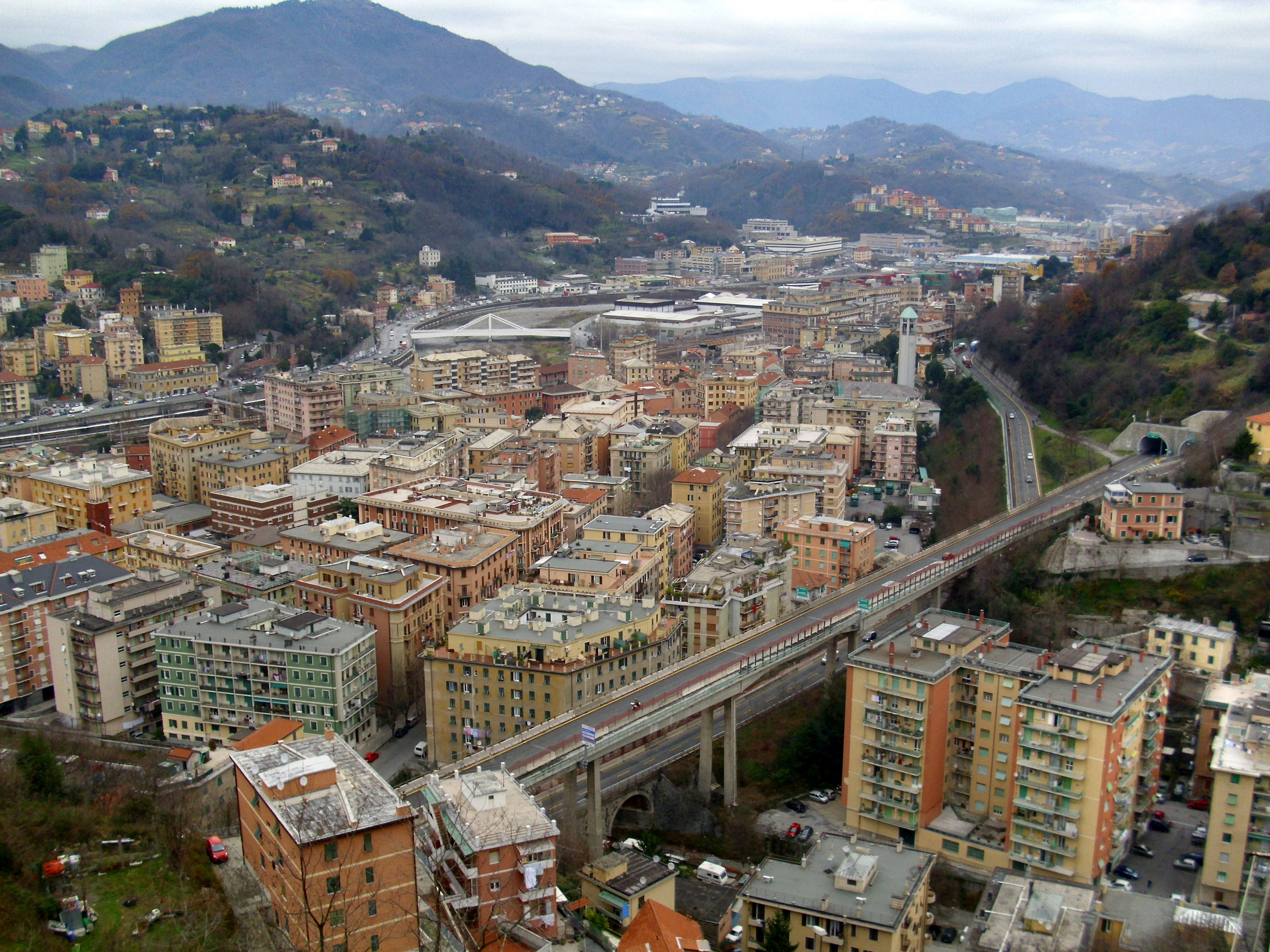
Bolzaneto.
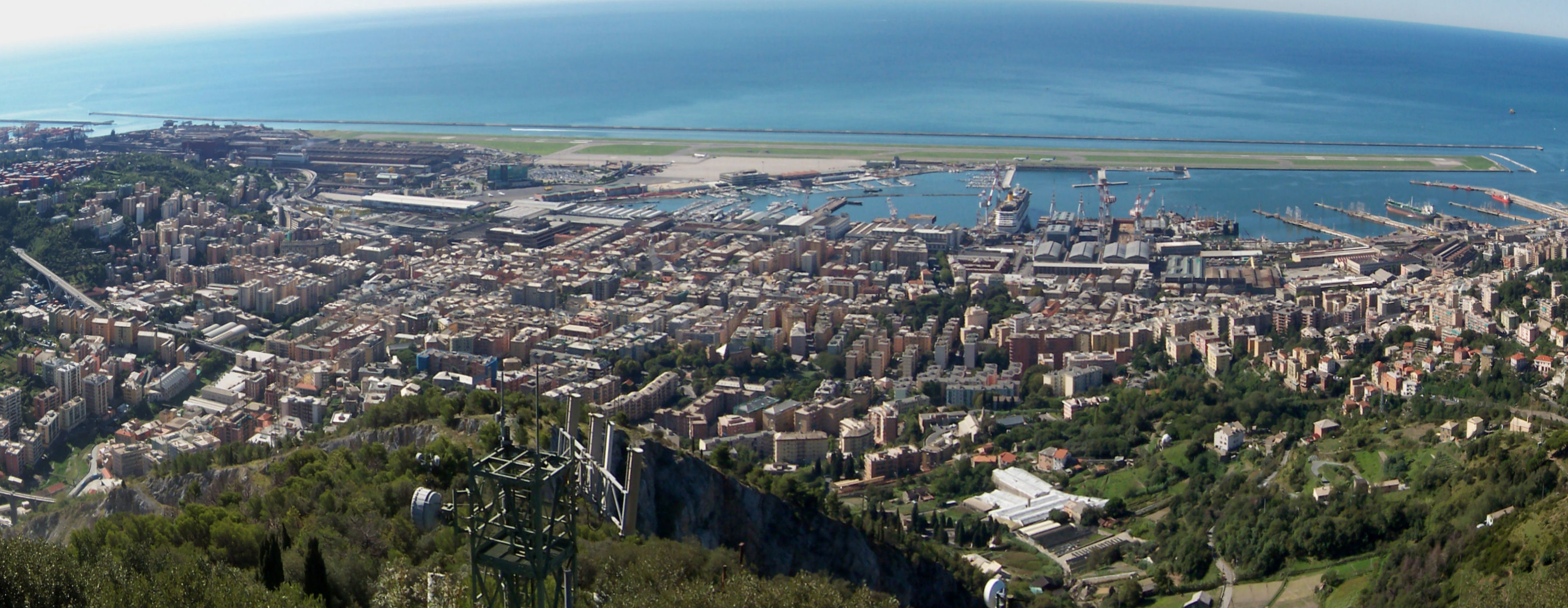
Sestri Ponente.

La anexión, fuertemente deseada por el régimen fascista sobre todo para favorecer el desarrollo de las actividades industriales y portuarias, no fue indolora para el paisaje de los pueblos de pescadores y de las colinas del oeste, que en poco tiempo se transformarían en una gran zona industrial, a pesar de que los habitantes se opusieran, en la medida de lo posible en el contexto histórico y político de la época, a esta operación autoritaria, manifestando un fuerte apego a sus lugares de vida que se ha transmitido a las generaciones posteriores e incluso a los inmigrantes llegados en la posguerra del sur de Italia. Al contrario de los grandes centros industriales, en algunas localidades menos pobladas, como Apparizione, Borzoli y San Quirico la nueva organización administrativa se acogió favorablemente porque iba a resolver definitivamente los crónicos problemas de gestión.
Otra motivación era el intento de poner en valor las zonas centrales del municipio histórico, que en los años siguientes fueron objeto de una renovación urbanística caracterizada por soluciones arquitectónicas típicas de la época fascista. Ejemplos significativos de este modelo de desarrollo urbanístico fueron la realización de la Piazza della Vittoria y la Piazza Dante, con los edificios y monumentos de estilo racionalista diseñados por Marcello Piacentini.
Junto con las motivaciones principales de carácter administrativo y económico, muchos analistas vieron también la voluntad del régimen de poner bajo control a la población de los centros industriales del oeste y del Val Polcevera, caracterizados por una fuerte adhesión a las ideas socialistas.